# Auguste Simon Paris
Pour les articles homonymes, voir Paris (homonymie).
Ne doit pas être confondu avec Auguste Paris (ministre) ou Auguste Paris.
Auguste Simon Paris est un entomologiste amateur français, né le 20 septembre 1794 à Mézières dans les Ardennes et mort le 7 septembre 1869 à Avenay-Val-d'Or.
Ancien notaire ayant pris sa retraite à Épernay, il s’est intéressé aux papillons et aux coléoptères dont il avait assemblé une riche collection, vendue aux enchères à sa mort. Membre de la Société entomologique de France depuis 1834, il la dirige en 1866.
Il est le père de Henri Paris, qui est maire de Reims en 1874, et l'oncle de l'historien et érudit médiéviste Gaston Paris, de l'académie française.

## Source
- Robert Constantin (1992). Mémorial des coléoptères français. Supplément no 14 au Bulletin de l’Association des coléoptères de la région parisienne (Acorep) : 92 p. et 5 planches.